# Atrichobrunettia angelae
Atrichobrunettia angelae är en tvåvingeart som beskrevs av Freddy Bravo 2006. Atrichobrunettia angelae ingår i släktet Atrichobrunettia och familjen fjärilsmyggor. Inga underarter finns listade i Catalogue of Life.